# Chuẩn hóa dữ liệu
Chuẩn hóa cơ sở dữ liệu là một phương pháp khoa học để phân tách (scientific method of breaking down) một bảng có cấu trúc phức tạp (complex table structures) thành những bảng có cấu trúc đơn giản (simple table structures) theo những quy luật đảm bảo (certain rule) không làm mất thông tin dữ liệu. Kết quả là sẽ làm giảm bớt sự dư thừa và loại bỏ những sự cố mâu thuẫn về dữ liệu, tiết kiệm được không gian lưu trữ.
Một số dạng chuẩn hóa dữ liệu thông dụng là: 
- Dạng chuẩn thứ nhất (First Normal Form - 1NF)
- Dạng chuẩn thứ hai (Second Normal Form - 2NF)
- Dạng chuẩn thứ ba (Third Normal Form - 3NF)
- Dạng chuẩn Boyce-Codd (Boyce-Codd Normal Form - BCNF)

Chuẩn hóa dữ liệu còn có ý nghĩa khác ngoài việc lưu trữ dữ liệu trên các máy tính. Đối với các văn bản, việc chuẩn hóa dữ liệu có thể làm cho văn bản trở nên dễ đọc hơn không vướng vào những trường hợp về hiển thị.
* Ví dụ: Tồn tại những dòng mà chỉ có 1 dấu. (dấu chấm) do có khoảng trắng trước dấu chấm cuối cùng.
Chuẩn hóa dữ liệu khiến cho máy vi tính có thể hiểu được ý nghĩa trong câu nếu những từ ngữ được viết đúng chuẩn.